# 요쓰고야역
요쓰고야역(일본어: 四ツ小屋駅)은 일본 아키타현 아키타시에 위치한 동일본 여객철도 오우 본선의 철도역이다. 섬식 승강장 1면 2선의 구조를 갖춘 지상역이다.

## 타는 곳
| 1 | ■ 오우 본선 | (하행) | 아키타 방면            |
| 2 | ■ 오우 본선 | (상행) | 오마가리 · 요코테 방면 |

## 역 주변
- 국도 제13호선
- 오모노 강

## 역사
- 1917년 8월 16일 : 일본국유철도의 역으로서 가와베 군 요쓰고야 촌에 개업.
- 1987년 4월 1일 : 일본국유철도 분할 민영화에 의해, 동일본 여객철도가 승계.
- 2004년 : 역사 개축.

## 인접 역
| 동일본 여객철도 오우 본선 | 동일본 여객철도 오우 본선 | 동일본 여객철도 오우 본선 |
| ------------------------- | ------------------------- | ------------------------- |
| 와다 신조 방면            | ■ 오우 본선               | 아키타 아키타 방면        |